# پلیموث لیزر

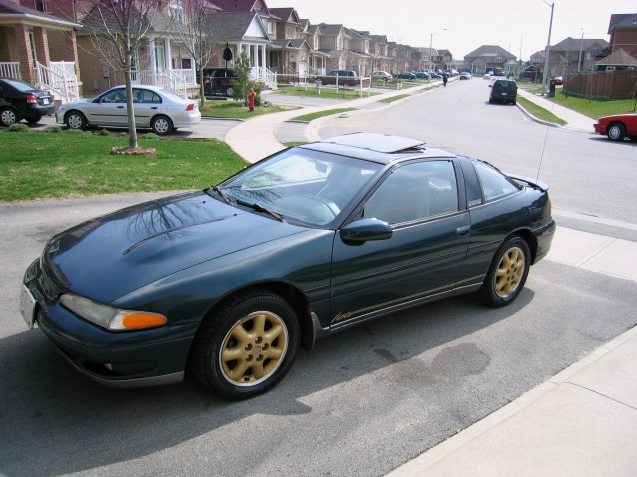

پلیموث لیزر (Plymouth Laser) خودرویی است که در سال‌های ۱۹۸۹ تا ۱۹۹۴تولید شده‌است. طراحی آن موتور جلو، خودرو محور جلو و خودرو چهار چرخ محرک بوده است. سیستم جعبه‌دندهٔ آن ۴ دنده به دو صورت خودکار و دستی است.